# Ludwig Aurbacher
Ludwig Aurbacher (26. srpna 1784, Türkheim, Švábsko – 25. května 1847, Mnichov) byl německý učitel a spisovatel.

## Život
Pocházel z rodiny chudého řemeslníka. Nejprve navštěvoval školu v Landsbergu a pak se připravoval na studium teologie v benediktinském chlapeckém semináři v Mnichově. Od roku 1797 žil jako novic v opatství v Ottobeurenu a později ve Wiblingenu. Roku 1803 vystoupil kvůli vážné nemoci z benediktinského řádu a působil v Ottobeurenu jako soukromý vychovatel. Roku 1809 byl jmenován profesorem němčiny a estetiky na Královském kadetním ústavu v Mnichově, kde vydával vlastní časopis Philologische Belustigungen. Roku 1834 musel v důsledku nemoci odejít do předčasného důchodu.
Jeho dílo je obsahově velmi bohaté. Zahrnuje pedagogické, psychologické, filologické a náboženské spisy. Psal také poezii, prózu a spisy pro mládež. Proslavil se především dvoudílnou sbírkou švábských lidových povídek a pohádek Ein Volksbüchlein (Lidová kniha), která vyšla nejprve anonymně v letech 1827–1829. Z nich se stala nejpopulárnější pohádka Die Geschichte von den Sieben Schwaben (Dobrodružství sedmí Švábů).

## Výběrová bibliografie

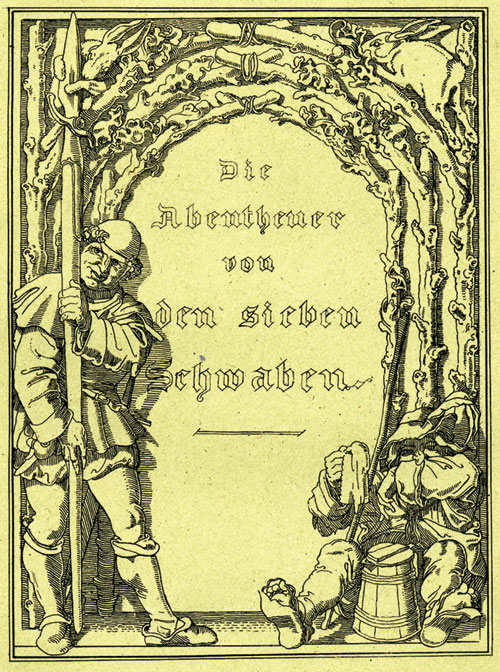
Dobrodružství sedmi Švábů, vydání z roku 1832

- Mein Ausflug an den Ammersee (1813, Můj výlet na Ammersee).
- Handbuch zur intellectuellen und moralischen Bildung für angehende Officiers (1816, Příručka pro intelektuální a mravní vzdělávání budoucích důstojníků), anonymně.
- Grundlinien der Rhetorik (1820, Základy rétoriky).
- Grundlinien der Rhythmik der Deutschen Sprache (1822, Základy rytmiky německého jazyka).
- Grundlinien der Psychologie: als Propädeutik zum Unterrichte in der Rhetorik und Poetik (1824, Principy psychologie: jako Propedeutika pro výuku rétoriky a poetiky).
- Perlenschnüre (1823, Šňůry perel), náboženské aforismy.
- Dramatische Versuche (1826, Dramatické pokusy).
- Geistlicher Hirtenlieder (1826, Písně duchovních pastýřů), antologie náboženských písní.
- Ein Volksbüchlein (1827–1829, Lidová kniha), nejprve anonymně, roku 1835 pod vlastním jménem. Jde o dvoudílnou sbírku švábských lidových povídek a pohádek, které jsou doplněny dalšími příběhy (například Věčný Žid, Doktor Faustus, bavorské pověsti, životy některých světců a další).
- Kleines Wörterbuch der deutschen Sprache (1828, Malý slovník německého jazyka).
- Gesänge aus alter Zeit (1831, Zpěvy ze starých časů), antologie starých německých katolických písní.
- Die Geschichte von den Sieben Schwaben (1832, Dobrodružství sedmí Švábů), zpracování klasické německé pohádky.
- Ein Büchlein für die Jugend (1834, Kniha pro mládež), Obsahuje kouzelné a legendární příběhy, které jsou volně spojeny rámcovým vyprávěním o podzimním výletu jedné rodiny do bavorských hor.
- Pädagogische Phantasien (1838, Pedagogické fantazie).
- Schriftproben in oberschwäbischer Mundart (1841, Psaní v horním švábském dialektu).
- Aus dem Leben und den Schriften des Magisters Herle und seines Freundes Mänle (1842, Život a spisy magistra Herleho a jeho přítele Mänleho).